# 鶴田町立野木小学校
鶴田町立野木小学校（つるたちょうりつ のぎしょうがっこう）は、青森県北津軽郡鶴田町大字野木にあった公立小学校。

## 沿革
- 1872年（明治5年）6月[1] - 野木村にあった竹内俊治の寺子屋の建物12坪（約40平方メートル）を、そのまま校舎に充て、野木小学開校。
- 1879年（明治12年）8月 - 浄林寺境内に移転。
- 1886年（明治19年） - 野木簡易小学校と改称。木筒小学を併合し、木筒分校設置。
- 1889年（明治22年）2月 - 字東松虫40番地に移転。
- 1892年（明治25年）1月 - 野木尋常小学校と改称。
- 1901年（明治34年）10月 - 字東松虫80番地に2階建校舎新築（階下教室1・控所・職員住宅・階上職員室・住宅1部屋）落成し、移転。総工費83円50銭は、学区の寄付。
- 1904年（明治37年）4月 - 木筒分教場が独立し、木筒尋常小学校となる。
- 1905年（明治38年）4月 - 字西松虫53番の内2号地に移転。
- 1910年（明治43年）4月1日 - 水元尋常高等小学校の分教場となる。
- 1916年（大正5年）4月 - 間山地区児童本校引揚。
- 1921年（大正10年）1月27日 - 字西松虫53番2号地に12アールの土地を購入し、移転。
- 1936年（昭和11年）4月 - 校地100坪（330平方メートル）を購入し、体操場・児童昇降口・物置を増築。
- 1941年（昭和16年）4月1日 - 国民学校令により、水元国民学校野木分教場と改称。
- 1945年（昭和20年）10月 - 1学級増につき、体操場を仕切り、普通教室に改造。
- 1947年（昭和22年）4月1日 - 学制改革により、水元村立水元小学校野木分校と改称。
- 1948年（昭和23年）
  - 7月 - 校地90坪（297平方メートル）拡張。
  - 10月18日 - 校舎西側に隣接して、2階建校舎改築落成（教室2・裁縫教室・便所増築・昇降口修理）。
- 1950年（昭和25年）12月 - 職員室・玄関・職員住宅増改築。
- 1951年（昭和26年）
  - 4月1日 - 独立昇格し、水元村立野木小学校と改称。
  - 9月 - PTA・野木青年文化研究協会より、校旗が寄贈され、樹立式挙行。
- 1955年（昭和30年）
  - 3月1日 -  水元村の鶴田町への合併により、鶴田町立野木小学校と改称。
  - 4月 - 校舎西側の土地450坪（1485平方メートル）を購入し、運動場として、学区民による整地作業奉仕。
- 1957年（昭和32年）11月 - 校門及びブロック塀18メートル竣成。
- 1959年（昭和34年）4月 - 学級増認可され、1教室不足につき、職員室を教室に、職員住宅を職員室に改装。さらに、旧校舎の教室を12坪に縮小し、屋内体操場8坪（約26平方メートル）拡張。
- 1963年（昭和38年）1月 - 創立90周年記念式典挙行。
- 1966年（昭和41年）4月 - 図書室と昇降口改築。
- 1967年（昭和42年）8月 - 体操場床板改修。
- 1969年（昭和44年）10月 - 校舎北側側溝工事完成。雲梯・体操場演壇設備。
- 1972年（昭和47年）
  - 5月 - 児童昇降口移転、増改築。プール建設着工。
  - 7月 - プール竣工。創立百周年記念式典挙行。更衣室増築。
- 1986年（昭和61年）4月1日 - 本校と木筒小学校が統合した富士見小学校開校により、閉校。

## 学区
- 鶴田町野木地区

## 周辺
- 青森県道200号米山菖蒲川線
- 青森県道37号弘前柏線
- 他は、住宅や田畑のみ。

## 参考資料
1986年3月の閉校の記載を除く
- 『鶴田町史 下巻』（鶴田町・1979年3月31日発行）「第十一章 教育・第三節 各学校・五 野木小学校」
  - 463頁「1 沿革概要」
  - 466頁～468頁「2 施設・設備・主要行事等」
- 『青森県教育史 別巻』（青森県教育委員会・1973年12月20日発行）「学校沿革 小学校」
  - 804頁「野木小学校」
  - 803頁「水元小学校」